# Kozlany, Třebíč
Kozlany là một làng thuộc huyện Třebíč, vùng Vysočina, Cộng hòa Séc.